# ورقيات المسكن
ورقيات المسكن أو النمل الحائكأو النمل الأخضر (الاسم العلمي: Oecophylla)، جنس حشرات اجتماعية من فصيلة النمل (رتبة غشائيات الأجنحة). يعيش النمل الحائك في الأشجار (وهي شجرية بشكل إلزامي) وهي معروفة بسلوكها الفريد في بناء الأعشاش حيث تقوم الشغالات ببناء أعشاش عن طريق نسج الأوراق معًا باستخدام حرير اليرقات. يمكن أن تكون المستعمرات كبيرة للغاية وتتألف من أكثر من مائة عش تغطي العديد من الأشجار وتحتوي على أكثر من نصف مليون شاغل. مثل العديد من أنواع النمل الأخرى، يفترس النمل الحائك الحشرات الصغيرة ويكمل نظامه الغذائي بالعسل الغني بالكربوهيدرات الذي تفرزه الحشرات الصغيرة (نصفيات الأجنحة). تُظهر شغالات النمل الحائك حجمًا واضحًا لتوزيع الثنائي الشكل، مع عدم وجود تداخل تقريبًا بين حجم الشغالات الصغار والكبار. يبلغ طول الشفالات الرئيسية حوالي 8-10 مم (0.31–0.39 بوصة) والصغار حوالي نصف طول الشغالات الكبرى. تُغذي الشغالات الرئيسية المستعمرة ويدافعون عنها ويحافظون عليها ويوسعونها، بينما تميل الشغالات الصغار إلى البقاء داخل الأعشاش حيث يعتنون بالحضنة و«حلب» الحشرات القشرية في الأعشاش أو بالقرب منها.

## الأنواع
الأنواع الموجودة (الحية):
- ورقي المسكن طويل العقدة (بييار أندريه لاتريل, 1802)
- ورقي المسكن الزمردي (يوهان كريستيان فابريكيوس, 1775)

الأنواع المنقرضة:
- †Oecophylla atavina Cockerell, 1915
- †Oecophylla bartoniana Cockerell, 1920
- †Oecophylla brischkei Mayr, 1868
- †Oecophylla crassinoda Wheeler, 1922
- †Oecophylla eckfeldiana Dlussky, Wappler & Wedmann, 2008
- †Oecophylla grandimandibula Riou, 1999
- †Oecophylla leakeyi Wilson & Taylor, 1964
- †Oecophylla longiceps Dlussky, Wappler & Wedmann, 2008
- †Oecophylla megarche Cockerell, 1915
- †Oecophylla obesa (Heer, 1849)
- †Oecophylla praeclara Förster, 1891
- †Oecophylla sicula Emery, 1891
- †Oecophylla superba Théobald, 1937